# Lula (Italia)
Lula (Lùvula o Lùgula in sardo) è un comune italiano di 1 220 abitanti della provincia di Nuoro, situato a 521 metri sul livello del mare.
Situato nel territorio delle Baronie, assieme ai comuni di Siniscola, Posada, Torpè, Lodè, Onanì, Osidda, Orune e Bitti fa parte dell'ente denominato Unione dei Comuni del "Montalbo", costituitosi nel 2008. Dista 33 km da Nuoro.

## Origini del nome
Il suo nome, tradizionalmente fatto risalire ad una denominazione latina (Julia) frequente per gli insediamenti romani, secondo alcuni studi significherebbe invece: Sacro al Dio dei boschi.

## Storia

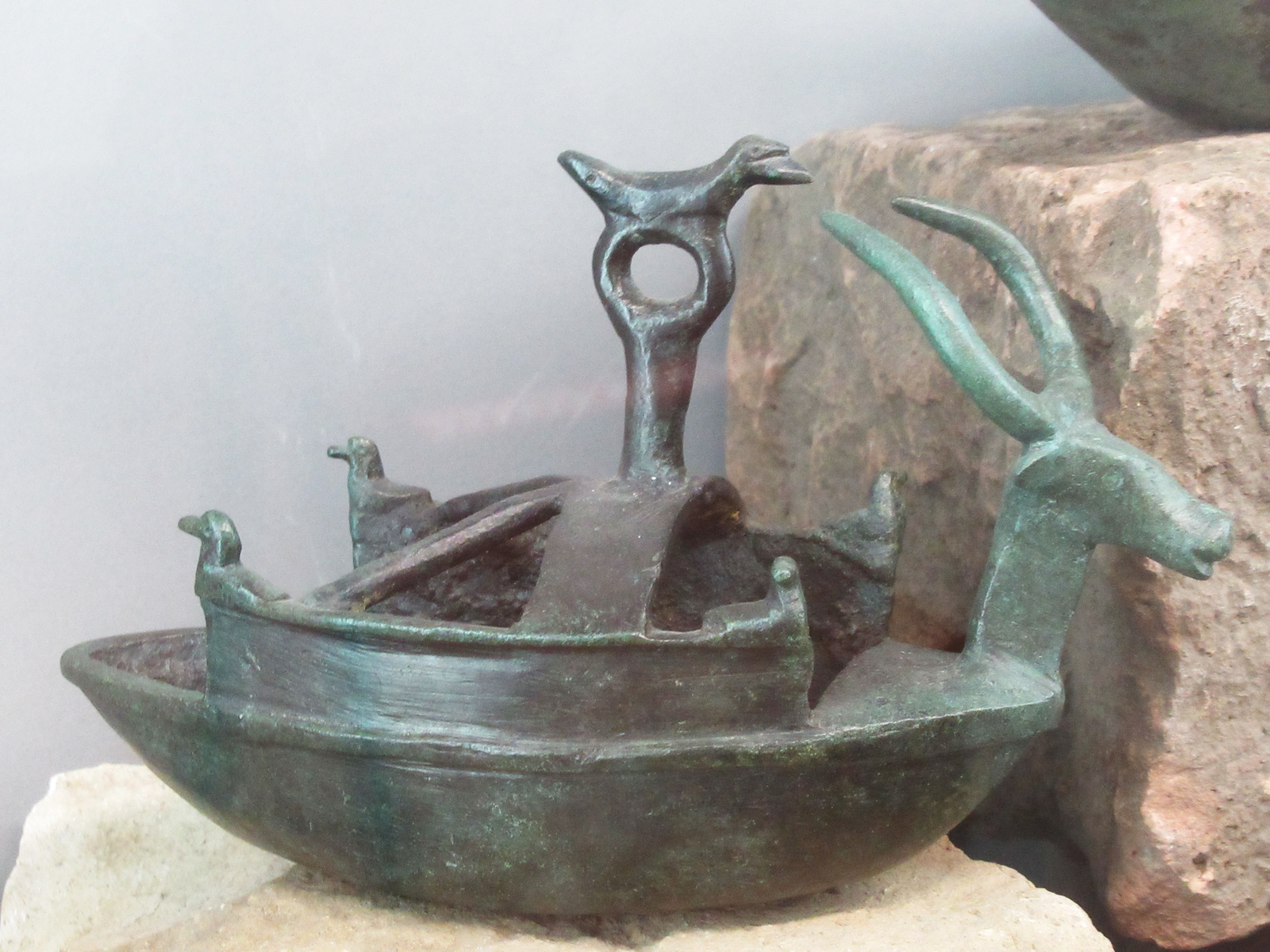
Modellino votivo di navicella nuragica con protome bovina e anatrelle in bronzo, dal giacimento di Mutrecu Biancu

La zona presenta alcuni villaggi nuragici.  Fu certamente abitata dai romani: lo testimoniano le miniere di "Argentaria" , "Guzurra" e "Sos Enathos", attive fino ad un decennio fa.
È meta di numerosi pellegrinaggi verso il santuario campestre di San Francesco, famoso in tutta l'isola. Numerose le citazioni da parte del premio Nobel Grazia Deledda nella sua produzione letteraria.
Durante il medioevo appartenne al Giudicato di Gallura e fece parte della curatoria di Galtellì-Orosei. Alla caduta del giudicato (1288), entrò a far parte dei possedimenti d'oltremare della repubblica di Pisa e poi, dal 1324, sotto il dominio aragonese. Nel 1438 fu incorporata nella baronia di Orosei, poi marchesato d'Albis, di cui condivise le sorti e la storia fino al termine del feudo nel 1809, quando il marchese lasciò il territorio del feudo all'amministrazione diretta da parte dello Stato.
Lula ha un passato minerario, legato allo sfruttamento delle miniere di Sos Enathos (nell'anno 2020 candidata ad ospitare l'infrastruttura dell'Einstein Telescope), S'Arghentaria e Guzzurra, ora inserite all'interno dei percorsi del Parco Geominerario della Sardegna. A Lula si ebbe uno dei primi scioperi dei minatori, contro la società mineraria Jacob, il 16 aprile 1899.
Prossimo a Lula è il Mont'Albo, recentemente dichiarato dall'Unione europea SIC (Sito di Interesse Comunitario): esso ospita numerosi endemismi animali e vegetali.
Per oltre dieci anni, tra gli anni ottanta e novanta, a causa di possibili ritorsioni il Comune è rimasto senza sindaco.

### Simboli
Lo stemma e il gonfalone del comune di Lula sono stati concessi con decreto del presidente della Repubblica del 2 luglio 2002

## Società

### Evoluzione demografica
Abitanti censiti

### Etnie e minoranze straniere
Secondo i dati ISTAT al 31 dicembre 2010 la popolazione straniera residente era di 18 persone. Le nazionalità maggiormente rappresentate in base alla loro percentuale sul totale della popolazione residente era:
- Romania 17 1,12%

### Lingue e dialetti
La variante del sardo parlata a Lula è quella  baroniese

### Tradizioni e folclore
Tra le tradizioni locali, meritano menzione "su ballu e sa vaglia", una sorta di rito per vanificare il potere malefico del malocchio, e la maschera de su Battileddu, protagonista del carnevale di Lula (la vittima). È vestito di pelli di pecora o montone, ha il volto sporco di fuliggine e di sangue e la testa coperta da un fazzoletto nero femminile, porta un copricapo con corna caprine, bovine o di cervo, tra le quali è sistemato uno stomaco di capra ("sa 'entre ortata"). Sul petto porta i "marrazos" (campanacci), sulla pancia, seminascosto dai campanacci, porta "su chentu puzone", uno stomaco di bue pieno di sangue e acqua, che ogni tanto viene bucato per bagnare la terra e fertilizzare i campi. Riguardo all'origine della maschera, molte teorie riportano ai riti dionisiaci, con la rappresentazione della passione e morte del dio, e più in generale ai riti agrari arcaici di fecondazione della terra con il sangue. La maschera del Battileddu, abbandonata nella prima metà del Novecento, forse a causa della miseria e dei lutti provocati dalla guerra, cadde nell'oblio. È stata riproposta nel 2001, in un clima teso alla valorizzazione delle antiche maschere sarde e allo spiccato interesse scientifico e antropologico verso la maschera di Lula. La cerimonia rappresenta la passione della vittima sacrificale, come in tutti i carnevali dell'interno della Sardegna. La figura principale di «su Battileddu» è seguita da altri Battileddos, uomini vestiti da vedove in lutto, con il volto dipinto di nero, che avanzano intonando il lamento funebre e portando con sé bambole di pezza, che fanno baciare agli spettatori. In questo piccolo centro barbaricino si sono conservati fino agli anni Trenta gli aspetti più arcaici e più crudi di quello che doveva essere il supplizio della vittima in tempi lontani.

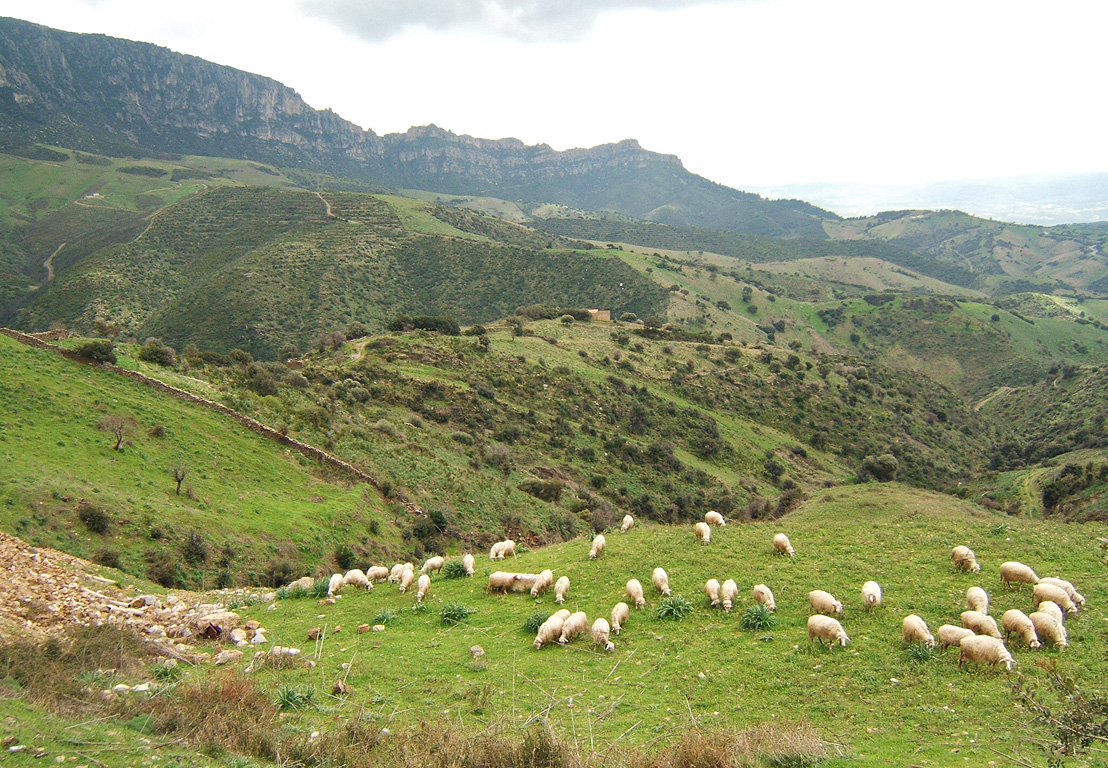
Gregge nelle campagne di Lula.

## Musei
Museo di Arte Contemporanea MACLula

## Amministrazione
| Periodo        | Periodo        | Primo cittadino   | Partito                                 | Carica                    | Note   |
| -------------- | -------------- | ----------------- | --------------------------------------- | ------------------------- | ------ |
| 1989           | 1992           | Mariangela Marras | Democrazia Cristiana                    | sindaco                   |        |
| 1992           | 27 maggio 2002 |                   |                                         | commissario straordinario |        |
| 27 maggio 2002 | 28 maggio 2007 | Maddalena Calia   | lista civica di centro-destra           | sindaco                   | [ 8 ]  |
| 28 maggio 2007 | 11 giugno 2012 | Gavino Porcu      | lista civica "Pro Luvula"               | sindaco                   | [ 9 ]  |
| 11 giugno 2012 | 11 giugno 2017 | Mario Calia       | lista civica "Pro Luvula"               | sindaco                   | [ 10 ] |
| 11 giugno 2017 | 13 giugno 2022 | Mario Calia       | lista civica "Pro Luvula"               | sindaco                   | [ 11 ] |
| 13 giugno 2022 | in carica      | Mario Calia       | lista civica "Lula solidale nel futuro" | sindaco                   | [ 12 ] |